# Wahlkreis Nuoro (Camera dei deputati)
Der Wahlkreis Nuoro war von 1993 bis 2007 und ist seit 2017 wieder ein Wahlkreis (italienisch collegio elettorale) für die Wahl der Abgeordnetenkammer.

## Von 1993 bis 2005

### Wahlkreisgebiet
Der Wahlkreis umfasste 23 Gemeinden: Bitti, Budoni, Dorgali, Fonni, Galtelli, Irgoli, Loculi, Lodè, Lodine, Lula, Mamoiada, Nuoro, Oliena, Onani, Onifai, Orgosolo, Orosei, Orune, Osidda, Posada, San Teodoro, Siniscola und Torpè.

### Wahlergebnisse

#### Parlamentswahl 1994

##### Direktstimmen
| Kandidaten               | Kandidaten                            | Parteien                                          | Stimmen | %    |
| ------------------------ | ------------------------------------- | ------------------------------------------------- | ------- | ---- |
|                          | Angelo Alteagewählt                   | Progressisti                                      | 20.558  | 32,0 |
|                          | Franco Mariano Mulas                  | Patto per l’Italia                                | 16.787  | 26,1 |
|                          | Delio Maria Antonio Maurilio Caporale | Polo del Buon Governo (FI – AN – CCD – UdC – PLD) | 15.140  | 23,5 |
|                          | Maria Giovanna Mulas                  | Partito Sardo d’Azione                            | 8.540   | 13,3 |
|                          | Giovanni Maria Sanna                  | Partidu Indipendentista                           | 3.267   | 5,1  |
| Gesamt                   | Gesamt                                | Gesamt                                            | 64.292  | 100  |
|                          |                                       |                                                   |         |      |
| Ungültige Stimmen        | Ungültige Stimmen                     | Ungültige Stimmen                                 | 6.879   | 9,7  |
| Wähler                   | Wähler                                | Wähler                                            | 71.171  | 78,8 |
| Wahlberechtigte          | Wahlberechtigte                       | Wahlberechtigte                                   | 90.309  |      |
|                          |                                       |                                                   |         |      |
| Quelle: Innenministerium |                                       |                                                   |         |      |

##### Listenstimmen
| Parteien                             | Parteien                | Parteien                           | Stimmen | %    |
| ------------------------------------ | ----------------------- | ---------------------------------- | ------- | ---- |
|                                      | Progressisti            | Partito Democratico della Sinistra | 15.399  | 23,8 |
| Partito della Rifondazione Comunista | Progressisti            | 4.467                              | 6,9     |      |
| Partito Socialista Italiano          | Progressisti            | 2.169                              | 3,4     |      |
| Federazione dei Verdi                | Progressisti            | 1.263                              | 2,0     |      |
| Alleanza Democratica                 | Progressisti            | 1.224                              | 1,9     |      |
| ↳ Gesamt                             | Progressisti            | 24.522                             | 37,9    |      |
|                                      | Patto per l’Italia      | Partito Popolare Italiano          | 13.108  | 20,3 |
| Patto Segni                          | Patto per l’Italia      | 8.380                              | 12,9    |      |
| ↳ Gesamt                             | Patto per l’Italia      | 21.488                             | 33,2    |      |
|                                      | Polo del Buon Governo   | Forza Italia                       | 8.757   | 13,5 |
| Alleanza Nazionale                   | Polo del Buon Governo   | 5.798                              | 9,0     |      |
| ↳ Gesamt                             | Polo del Buon Governo   | 14.555                             | 22,5    |      |
|                                      | Partidu Indipendentista | Partidu Indipendentista            | 2.377   | 3,7  |
|                                      | Lista Marco Pannella    | Lista Marco Pannella               | 1.254   | 1,9  |
|                                      | La Rete                 | La Rete                            | 240     | 0,4  |
|                                      | L’Arca                  | L’Arca                             | 190     | 0,3  |
|                                      | Centro Democratico      | Centro Democratico                 | 104     | 0,2  |
| Gesamt                               | Gesamt                  | Gesamt                             | 64.730  | 100  |
|                                      |                         |                                    |         |      |
| Ungültige Stimmen                    | Ungültige Stimmen       | Ungültige Stimmen                  | 6.442   | 9,1  |
| Wähler                               | Wähler                  | Wähler                             | 71.172  | 78,8 |
| Wahlberechtigte                      | Wahlberechtigte         | Wahlberechtigte                    | 90.309  |      |
|                                      |                         |                                    |         |      |
| Quelle: Innenministerium             |                         |                                    |         |      |

#### Parlamentswahl 1996

##### Direktstimmen
| Kandidaten               | Kandidaten                   | Parteien                         | Stimmen | %    |
| ------------------------ | ---------------------------- | -------------------------------- | ------- | ---- |
|                          | Antonello Sorogewählt        | L’Ulivo – Partito Sardo d’Azione | 36.578  | 58,5 |
|                          | Myriam Francesca Anna Siotto | Polo per le Libertà              | 21.217  | 34,0 |
|                          | Giovanni Maria Sanna         | Sardigna Natzione                | 4.686   | 7,5  |
| Gesamt                   | Gesamt                       | Gesamt                           | 62.481  | 100  |
|                          |                              |                                  |         |      |
| Ungültige Stimmen        | Ungültige Stimmen            | Ungültige Stimmen                | 6.093   | 8,9  |
| Wähler                   | Wähler                       | Wähler                           | 68.574  | 73,6 |
| Wahlberechtigte          | Wahlberechtigte              | Wahlberechtigte                  | 93.227  |      |
|                          |                              |                                  |         |      |
| Quelle: Innenministerium |                              |                                  |         |      |

##### Listenstimmen
| Parteien                                          | Parteien                             | Parteien                             | Stimmen | %    |
| ------------------------------------------------- | ------------------------------------ | ------------------------------------ | ------- | ---- |
|                                                   | L’Ulivo – Partito Sardo d’Azione     | Partito Democratico della Sinistra   | 14.360  | 23,0 |
| Popolari per Prodi (PPI – SVP – PRI – UD – Prodi) | L’Ulivo – Partito Sardo d’Azione     | 6.182                                | 9,9     |      |
| Rinnovamento Italiano                             | L’Ulivo – Partito Sardo d’Azione     | 3.567                                | 5,7     |      |
| Partito Sardo d’Azione                            | L’Ulivo – Partito Sardo d’Azione     | 3.529                                | 5,7     |      |
| Federazione dei Verdi                             | L’Ulivo – Partito Sardo d’Azione     | 1.007                                | 1,6     |      |
| ↳ Gesamt                                          | L’Ulivo – Partito Sardo d’Azione     | 28.645                               | 46,0    |      |
|                                                   | Polo per le Libertà                  | Forza Italia                         | 10.087  | 16,2 |
| Alleanza Nazionale                                | Polo per le Libertà                  | 8.811                                | 14,1    |      |
| CCD – CDU                                         | Polo per le Libertà                  | 4.447                                | 7,1     |      |
| ↳ Gesamt                                          | Polo per le Libertà                  | 23.345                               | 37,4    |      |
|                                                   | Partito della Rifondazione Comunista | Partito della Rifondazione Comunista | 6.218   | 10,0 |
|                                                   | Sardigna Natzione                    | Sardigna Natzione                    | 3.059   | 4,9  |
|                                                   | Lista Pannella – Sgarbi              | Lista Pannella – Sgarbi              | 767     | 1,2  |
|                                                   | Fiamma Tricolore                     | Fiamma Tricolore                     | 304     | 0,5  |
| Gesamt                                            | Gesamt                               | Gesamt                               | 62.338  | 100  |
|                                                   |                                      |                                      |         |      |
| Ungültige Stimmen                                 | Ungültige Stimmen                    | Ungültige Stimmen                    | 6.236   | 9,1  |
| Wähler                                            | Wähler                               | Wähler                               | 68.574  | 73,6 |
| Wahlberechtigte                                   | Wahlberechtigte                      | Wahlberechtigte                      | 93.227  |      |
|                                                   |                                      |                                      |         |      |
| Quelle: Innenministerium                          |                                      |                                      |         |      |

#### Parlamentswahl 2001

##### Direktstimmen
| Kandidaten               | Kandidaten                          | Parteien                                   | Stimmen | %    |
| ------------------------ | ----------------------------------- | ------------------------------------------ | ------- | ---- |
|                          | Antonello Sorogewählt               | L’Ulivo                                    | 34.634  | 51,9 |
|                          | Mario Ottavio Lai                   | Casa delle Libertà                         | 23.417  | 35,1 |
|                          | Enzo Massaiu                        | Partito Sardo d’Azione – Sardigna Natzione | 4.482   | 6,7  |
|                          | Michele Francesco Pala              | Lista Di Pietro                            | 3.321   | 5,0  |
|                          | Giannantonio Evangelista Piccirillo | Lista Emma Bonino                          | 840     | 1,3  |
| Gesamt                   | Gesamt                              | Gesamt                                     | 66.694  | 100  |
|                          |                                     |                                            |         |      |
| Ungültige Stimmen        | Ungültige Stimmen                   | Ungültige Stimmen                          | 5.008   | 7,0  |
| Wähler                   | Wähler                              | Wähler                                     | 71.702  | 74,8 |
| Wahlberechtigte          | Wahlberechtigte                     | Wahlberechtigte                            | 95.827  |      |
|                          |                                     |                                            |         |      |
| Quelle: Innenministerium |                                     |                                            |         |      |

##### Listenstimmen
| Parteien                               | Parteien                                   | Parteien                                   | Stimmen | %    |
| -------------------------------------- | ------------------------------------------ | ------------------------------------------ | ------- | ---- |
|                                        | L’Ulivo                                    | Democratici di Sinistra                    | 13.452  | 20,8 |
| La Margherita (Dem – PPI – RI – Udeur) | L’Ulivo                                    | 9.019                                      | 13,9    |      |
| Partito dei Comunisti Italiani         | L’Ulivo                                    | 1.825                                      | 2,8     |      |
| Il Girasole (FdV – SDI)                | L’Ulivo                                    | 1.300                                      | 2,0     |      |
| ↳ Gesamt                               | L’Ulivo                                    | 25.596                                     | 39,5    |      |
|                                        | Casa delle Libertà                         | Forza Italia                               | 12.172  | 18,8 |
| Alleanza Nazionale                     | Casa delle Libertà                         | 8.342                                      | 12,9    |      |
| CCD – CDU                              | Casa delle Libertà                         | 4.589                                      | 7,1     |      |
| Nuovo PSI                              | Casa delle Libertà                         | 482                                        | 0,7     |      |
| ↳ Gesamt                               | Casa delle Libertà                         | 25.585                                     | 39,5    |      |
|                                        | Partito della Rifondazione Comunista       | Partito della Rifondazione Comunista       | 4.789   | 7,4  |
|                                        | Partito Sardo d’Azione – Sardigna Natzione | Partito Sardo d’Azione – Sardigna Natzione | 3.765   | 5,8  |
|                                        | Lista Di Pietro                            | Lista Di Pietro                            | 3.198   | 4,9  |
|                                        | Democrazia Europea                         | Democrazia Europea                         | 793     | 1,2  |
|                                        | Lista Emma Bonino                          | Lista Emma Bonino                          | 775     | 1,2  |
|                                        | Lista Amadu                                | Lista Amadu                                | 129     | 0,2  |
|                                        | Paese Nuovo                                | Paese Nuovo                                | 113     | 0,2  |
|                                        | Abolizione Scorporo                        | Abolizione Scorporo                        | 43      | 0,1  |
| Gesamt                                 | Gesamt                                     | Gesamt                                     | 64.786  | 100  |
|                                        |                                            |                                            |         |      |
| Ungültige Stimmen                      | Ungültige Stimmen                          | Ungültige Stimmen                          | 6.922   | 9,7  |
| Wähler                                 | Wähler                                     | Wähler                                     | 71.708  | 74,8 |
| Wahlberechtigte                        | Wahlberechtigte                            | Wahlberechtigte                            | 95.827  |      |
|                                        |                                            |                                            |         |      |
| Quelle: Innenministerium               |                                            |                                            |         |      |

## Von 2017 bis 2020

### Wahlkreisgebiet
Der Wahlkreis umfasste Gemeinden: 

### Wahlergebnisse

#### Parlamentswahl 2018
| Kandidaten               | Kandidaten           | Stimmen | %    | Listen                   | Stimmen | %    |
| ------------------------ | -------------------- | ------- | ---- | ------------------------ | ------- | ---- |
|                          | Maria Lapiagewählt   | 53.077  | 45,1 | Movimento 5 Stelle       | 53.077  | 45,1 |
|                          | Bruno Murgia         | 30.407  | 25,9 | Forza Italia             | 15.365  | 13,1 |
| Lega                     | Bruno Murgia         | 30.407  | 25,9 | 9.592                    | 8,2     |      |
| Fratelli d’Italia        | Bruno Murgia         | 30.407  | 25,9 | 4.523                    | 3,8     |      |
| Noi con l’Italia – UDC   | Bruno Murgia         | 30.407  | 25,9 | 927                      | 0,8     |      |
|                          | Francesco Sabatini   | 21.652  | 18,4 | Partito Democratico      | 18.207  | 15,5 |
| +Europa                  | Francesco Sabatini   | 21.652  | 18,4 | 2.106                    | 1,8     |      |
| Italia Europa Insieme    | Francesco Sabatini   | 21.652  | 18,4 | 898                      | 0,8     |      |
| Civica Popolare          | Francesco Sabatini   | 21.652  | 18,4 | 441                      | 0,4     |      |
|                          | Lucia Chessa         | 4.516   | 3,8  | Autodeterminatzione      | 4.516   | 3,8  |
|                          | Maria Demuru Zidda   | 3.692   | 3,1  | Liberi e Uguali          | 3.692   | 3,1  |
|                          | Anna Cacciatori      | 1.086   | 0,9  | Potere al Popolo!        | 1.086   | 0,9  |
|                          | Giulia Serra         | 1.035   | 0,9  | CasaPound Italia         | 1.035   | 0,9  |
|                          | Bruno Atzori         | 877     | 0,7  | Partito Comunista        | 877     | 0,7  |
|                          | Alessandra Carbognin | 757     | 0,6  | Il Popolo della Famiglia | 757     | 0,6  |
|                          | Massimo Maini        | 477     | 0,4  | Partito Valore Umano     | 477     | 0,4  |
| Gesamt                   | Gesamt               | 117.576 | 100  |                          | 117.576 | 100  |
|                          |                      |         |      |                          |         |      |
| Ungültige Stimmen        | Ungültige Stimmen    | 3.916   | 3,2  |                          |         |      |
| Wähler                   | Wähler               | 121.492 | 64,7 |                          |         |      |
| Wahlberechtigte          | Wahlberechtigte      | 187.675 |      |                          |         |      |
|                          |                      |         |      |                          |         |      |
| Quelle: Innenministerium |                      |         |      |                          |         |      |

## Seit 2020

### Wahlkreisgebiet
| Wahlkreise – Camera dei deputati – Autonome Region Sardinien | Wahlkreise – Camera dei deputati – Autonome Region Sardinien | Wahlkreise – Camera dei deputati – Autonome Region Sardinien |
| Provinz                                                      | Provinz                                                      | Gemeinden nach Provinzen ⮞ Wahlkreis                         |
| ------------------------------------------------------------ | ------------------------------------------------------------ | ------------------------------------------------------------ |
|                                                              | Metropolitanstadt Cagliari (17 Gemeinden)                    | alle ⮞ Wahlkreis Cagliari                                    |
|                                                              | Provinz Nuoro (74 Gemeinden)                                 | alle ⮞ Wahlkreis Nuoro                                       |
|                                                              | Provinz Oristano (87 Gemeinden)                              | alle ⮞ Wahlkreis Nuoro                                       |
|                                                              | Provinz Sassari (92 Gemeinden)                               | alle ⮞ Wahlkreis Sassari                                     |
|                                                              | Provinz Sud Sardegna (107 Gemeinden)                         | alle ⮞ Wahlkreis Carbonia                                    |

Der Wahlkreis umfasst 161 Gemeinden:
- alle 74 Gemeinden der Provinz Nuoro;
- alle 87 Gemeinden der Provinz Oristano.

### Wahlergebnisse

#### Parlamentswahl 2022
| Kandidaten                          | Kandidaten          | Stimmen | %    | Listen                                                  | Stimmen | %    |
| ----------------------------------- | ------------------- | ------- | ---- | ------------------------------------------------------- | ------- | ---- |
|                                     | Barbara Pologewählt | 59.301  | 41,0 | Fratelli d’Italia                                       | 33.804  | 23,4 |
| Forza Italia                        | Barbara Pologewählt | 59.301  | 41,0 | 14.720                                                  | 10,2    |      |
| Lega per Salvini Premier            | Barbara Pologewählt | 59.301  | 41,0 | 9.645                                                   | 6,7     |      |
| Noi Moderati                        | Barbara Pologewählt | 59.301  | 41,0 | 1.132                                                   | 0,8     |      |
|                                     | Michele Piras       | 37.520  | 26,0 | Partito Democratico – Italia Democratica e Progressista | 27.677  | 19,1 |
| Alleanza Verdi e Sinistra           | Michele Piras       | 37.520  | 26,0 | 5.596                                                   | 3,9     |      |
| +Europa                             | Michele Piras       | 37.520  | 26,0 | 3.000                                                   | 2,1     |      |
| Impegno Civico – Centro Democratico | Michele Piras       | 37.520  | 26,0 | 1.247                                                   | 0,9     |      |
|                                     | Emiliano Fenu       | 31.526  | 21,8 | Movimento 5 Stelle                                      | 31.526  | 21,8 |
|                                     | Stefano Coinu       | 6.804   | 4,7  | Azione – Italia Viva                                    | 6.804   | 4,7  |
|                                     | Roberto De Cicco    | 3.194   | 2,2  | Italexit per l’Italia                                   | 3.194   | 2,2  |
|                                     | Gian Franca Salvai  | 3.076   | 2,1  | Unione Popolare                                         | 3.076   | 2,1  |
|                                     | Valeria Soru        | 2.360   | 1,6  | Italia Sovrana e Popolare                               | 2.360   | 1,6  |
|                                     | Stefano Pellegrino  | 766     | 0,5  | Vita                                                    | 766     | 0,5  |
| Gesamt                              | Gesamt              | 144.547 | 100  |                                                         | 144.547 | 100  |
|                                     |                     |         |      |                                                         |         |      |
| Ungültige Stimmen                   | Ungültige Stimmen   | 6.919   | 4,6  |                                                         |         |      |
| Wähler                              | Wähler              | 151.466 | 50,6 |                                                         |         |      |
| Wahlberechtigte                     | Wahlberechtigte     | 299.591 |      |                                                         |         |      |
|                                     |                     |         |      |                                                         |         |      |
| Quelle: Innenministerium            |                     |         |      |                                                         |         |      |